# تيد ثيودور
تيد ثيودور (بالإنجليزية: Ted Theodore)‏ هو نقابي وسياسي أسترالي، ولد في 29 ديسمبر 1884 في أديلايد في أستراليا، وتوفي في 9 فبراير 1950 في أستراليا. حزبياً، نشط في حزب العمال الأسترالي.

## مناصب
- انتخب Deputy Premier of Queensland [الإنجليزية]‏.
- انتخب وزير مالية كوينزلاند [الإنجليزية]‏ عن دائرة Electoral district of Chillagoe [الإنجليزية]‏.
- انتخب عضو مجلس النواب الأسترالي عن دائرة Division of Dalley [الإنجليزية]‏ (26 فبراير 1927 – 19 ديسمبر 1931).
- انتخب عضو المجلس التشريعي ولاية كوينزلاند.
- انتخب أمين صندوق أستراليا [الإنجليزية]‏ عن دائرة Division of Dalley [الإنجليزية]‏ (22 أكتوبر 1929 – 8 يوليو 1930).
- انتخب Premier of Queensland [الإنجليزية]‏ (22 أكتوبر 1919 – 26 فبراير 1925).